# Gangani
Los Gangani (Γαγγανοι) eran un grupo tribal de la antigua Irlanda conocidos por una única mención del geógrafo Claudio Ptolomeo. emplazados en el suroeste de la isla, probablemente cerca de la desembocadura del Río Shannon, entre los Auteini al norte y los Uellabori al sur.
Hay indicios de la existencia de un grupo con el mismo nombre en el noroeste de Gales, que Ptolomeo denomina Península de Lleyn el promontorio de los Gangani (Γαγγανὤν ἄκρον).